# Vale tudo (теленовела)
 (срп. Вреди све) бразилска је теленовела, продукцијске куће Реде Глобо, снимана 1988.

## Синопсис
Ракел Аксиоли, разведена је од супруга Рубенса 10 година, до чега је дошло услед жестоког сукоба. Заједно са ћерком, Маријом де Фатимом, отишла је да живи код оца, Салвадора, у Парану. Једина имовина коју породица поседује је скромна кућица коју је Салвадор преписао на унукино име, да јој, у случају његове смрти, ништа не зафали.
Након Салвадорове смрти, Фатима без мајчиног знања продаје кућу и одлази у Рио де Жанеиро са циљем да успе у животу, не бирајући средства. У Рију упознаје Сезара Рибеира, бившег модела који тренутно ради као жиголо.
Ракел одлази у Рио у потрази за ћерком, не би ли сазнала разлог због чега је продала кућу. Тамо упознаје Ивана Меирелеса, обичног службеника у авиокомпанији ТЦА, чији су власници породица Роитман и Марко Аурелио Кантањеде.
Иван и Ракел се заљубљују једно у друго и након неког времена почињу да живе заједно. Недуго потом, Иван је напредовао у компанији, и стекао симпатије породице Роитман.
За то време, Фатима наставља са својим планом. Преко Сезара упознаје Соланж Дупра, продуценткињу модног часописа Томорроw, постаје њена пријатељица и сели се у њен стан. Главни разлог њеног зближавања са Соланж је то што жели да постане жена Афонса Роитмана, младог наследника компаније ТЦА и Соланжиног вереника.
Након низа сплетки које је спровела заједно са Сезаром, Фатима постаје Афонсова вереница. Зближава се са Афонсовом мајком, Одете. Због тешког стања у којем се њена ћерка Хелена налази, Одете тражи од Фатиме да раздвоји Ивана од Ракел, сматрајући га као одличну прилику за своју ћерку.
Фатима успева да раздвоји мајку и Ивана и он се на путу са Хеленом у Европу зближава са њом, а убрзо се и венчају. Ракел сазнаје за ћеркину сплетку и одриче је се.
Временом се Иван и Ракел поново зближе, због чега се Хелена поново одаје алкохолу. Међутим, Одете неће седети скрштених руку, већ ће пару објавити рат и осветити им се због стања у које су довели њену ћерку…

## Улоге
| Глумац:                 | Улога:                           |
| ----------------------- | -------------------------------- |
| Режина Дуарте           | Ракел Аксиоли                    |
| Глорија Пирес           | Марија де Фатима Аксиоли         |
| Беатриз Сегал           | Одете де Алмеида Роитман         |
| Антонио Фагундес        | Иван Меирелес                    |
| Карлос Алберто Ричели   | Сезар Рибеиро                    |
| Рената Сорах            | Елена Елениња де Алмеида Роитман |
| Касио Габус Мендес      | Афонсо де Алмеида Роитман        |
| Лидија Бронди           | Соланж Дупра                     |
| Режиналдо Фарија        | Марко Аурелио Кантањеде          |
| Касија Кис              | Леила Кантањеде                  |
| Педро Пауло Ранжел      | Алдалио Полијана Кандејас        |
| Наталија Тимберг        | Селина Жункејра                  |
| Клаудио Кореја и Кастро | Бартоломеу Меирелес              |
| Данијел Фиљо            | Рубенс Рубињо Аксиоли            |
| Лилија Кабрал           | Алдеиде Кандејас                 |
| Адријано Реис           | Ренато Филипели                  |
| Сержио Мамберти         | Еуженио                          |
| Ирис Бруци              | Еунисе Меирелес                  |
| Карлос Грегорио         | Жерсон                           |
| Кристина Прошаска       | Лаис                             |
| Лала Деинзелин          | Сесилија Кантањеде               |
| Степан Нерсесијан       | Жарбас                           |
| Розане Гофман           | Консуело                         |